# Ilha Withem

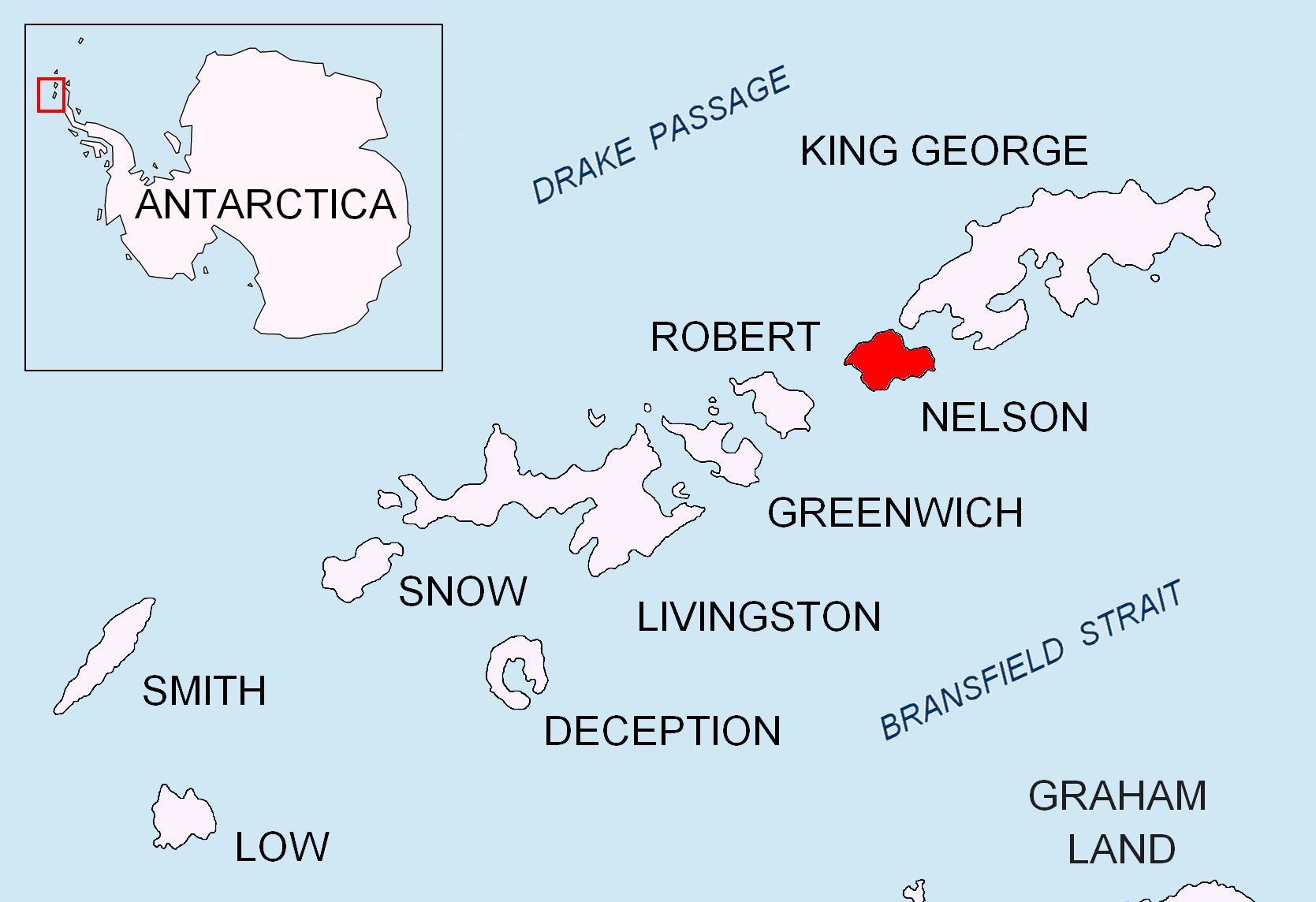
Localização da Ilha Nelson nas Ilhas Shetland do Sul.

A Ilha Withem é uma ilha situada fora do lado noroeste da Ilha Nelson nas Ilhas Shetland do Sul. Batizada pelo Comitê de Nomes de Lugar Antárticos do Reino Unido (UK-APC) em 1961, recebeu o nome de Nicholas Withem Master do navio caçador de focas americano Governor Brooks de Salem, MA, que visitou as Ilhas Shetland do Sul em 1820-21. Originalmente propostas e aprovadas como "Ilha Withen", o nome foi emendado em 1990 para concordar com a ortografia correta do nome pessoal.